# Michael Fraquet
Michael Fraquet (* 17. Oktober 1979) ist ein ehemaliger südafrikanischer Eishockeyspieler, der seine Spielerkarriere bei verschiedenen Kapstadter Clubs in der Western Province Ice Hockey League verbrachte.

## Karriere
Michael Fraquet begann seine Karriere bei den Cape Town Eagles in der Western Province Ice Hockey League. 2008 und 2009 spielte er bei den Cape Town Southern Knights. Nachdem er 2010 bei den Cape Town Rams gespielt hatte, war er von 2012 bis zu seinem Karriereende 2014 bei den Cape Town Penguins aktiv.

### International
Mit der südafrikanischen Nationalmannschaft spielte er bei den Weltmeisterschaften 2003, 2004 und 2009 in der Division II sowie 2005, 2008 und 2010 in der Division III.

## Erfolge und Auszeichnungen
- 2005 Aufstieg in die Division II bei der Weltmeisterschaft der Division III
- 2008 Aufstieg in die Division II bei der Weltmeisterschaft der Division III